# Universidade Aberta Nacional da Coreia
A Universidade Aberta Nacional da Coreia (KNOU) é uma universidade nacional situada em Seul, Coreia do Sul. Fornece programas de ensino à distância em coreano para mais de 180 mil estudantes. Foi estabelecida em 1972 como um ramo da Universidade Nacional de Seul.